# アナ・モーゼ
アナ・モーゼ（Ana Beatriz Moser、女性、1968年8月14日 - ）は、ブラジルの元バレーボール選手である。

## 来歴
7歳の時にバレーボールを始める。16歳の時にジュニア代表に初選出された。1987年にシニア代表に初選出された。1988年ソウル五輪に出場した。1992年バルセロナ五輪に出場した。1994年世界選手権に出場して銀メダルを獲得した。1996年アトランタ五輪に出場して銅メダルを獲得した。
2009年10月、バレーボール殿堂入りを果たした。